# 천안시의 국회의원

## 행정구역 변천
- 1945년 8월 15일 충청남도 천안군
- 1963년 1월 1일 천안군 천안읍·환성면에 천안시 설치, 천안군이 천원군으로 개칭
- 1991년 1월 1일 천원군이 천안군으로 명칭 환원
- 1995년 5월 10일 천안시와 천안군이 통합하여 '천안시' 설치
- 2008년 6월 23일 구제 실시로 동남구·서북구 설치( 2008년 총선의 갑선거구를 동남구, 을선거구를 서북구로 분구)

## 천안시의 역대 국회의원
| 대수         | 이름           | 소속정당     | 임기                               | 선거구역 | 개표결과 |
| ------------ | -------------- | ------------ | ---------------------------------- | --- | -------- |
| 제1대        | 이병국(李炳國) | 독촉국민회   | 1948년 5월 31일 - 1949년 4월 8일   | 천안군 일원(제19선거구) | 보기     |
| 제1대        | 김용화(金鏞化) | 무소속       | 당선 무효                          | 천안군 일원(제19선거구) | 보기     |
| 제1대        | 이상돈(李相敦) | 민주국민당   | 1949년 7월 24일 - 1950년 5월 30일  | 천안군 일원(제19선거구) | 보기     |
| 제2대        | 김용화(金鏞化) | 대한국민당   | 1950년 5월 31일 - 1954년 5월 30일  | 천안군 일원(제19선거구) |          |
| 제3대        | 한희석(韓熙錫) | 자유당       | 1954년 5월 31일 - 1958년 5월 30일  | 천안군 일원(제19선거구) |          |
| 제4대        | 한희석(韓熙錫) | 자유당       | 1958년 5월 31일 - 1960년 7월 28일  | 천안군 갑: 천안읍 목천면 북면 성남면 수월면 병천면 동면                                                                                                  |          |
| 제4대        | 김종철(金鐘哲) | 자유당       | 1958년 5월 31일 - 1960년 7월 28일  | 천안군 을: 환성면 풍세면 광덕면 성환면 직산면 성거면 입장면                                                                                              |          |
| 제5대 민의원 | 홍춘식(洪椿植) | 민주당       | 1960년 7월 28일 - 1961년 5월 16일  | 천안군 갑: 천안읍 목천면 북면 성남면 수월면 병천면 동면                                                                                                  |          |
| 제5대 민의원 | 이상돈(李相敦) | 민주당       | 1960년 7월 28일 - 1961년 5월 16일  | 천안군 을: 환성면 풍세면 광덕면 성환면 직산면 성거면 입장면                                                                                              |          |
| 제6대        | 이상돈(李相敦) | 민정당       | 1963년 12월 17일 - 1967년 6월 30일 | 천안시·천원군 일원(제12선거구) |          |
| 제7대        | 김종철(金鐘哲) | 민주공화당   | 1967년 7월 1일 - 1971년 6월 30일   | 천안시·천원군 일원(제12선거구) |          |
| 제8대        | 김종철(金鐘哲) | 민주공화당   | 1971년 7월 1일 - 1972년 10월 17일  | 천안시·천원군 일원(제14선거구) |          |
| 제9대        | 김종철(金鐘哲) | 민주공화당   | 1973년 3월 12일 - 1979년 3월 11일  | 천안시·천원군·아산군 일원(제2선거구) |          |
| 제9대        | 황명수(黃明秀) | 신민당       | 1973년 3월 12일 - 1978년 11월 1일  | 천안시·천원군·아산군 일원(제2선거구) |          |
| 제10대       | 김종철(金鐘哲) | 민주공화당   | 1979년 3월 12일 - 1980년 10월 27일 | 천안시·천원군·아산군 일원(제2선거구) |          |
| 제10대       | 정재원(鄭在原) | 신민당       | 1979년 3월 12일 - 1980년 10월 27일 | 천안시·천원군·아산군 일원(제2선거구) |          |
| 제11대       | 정선호(鄭善昊) | 민주정의당   | 1981년 4월 11일 - 1985년 4월 10일  | 천안시·천원군·아산군 일원(제3선거구) |          |
| 제11대       | 황명수(黃明秀) | 무소속       | 1981년 4월 11일 - 1985년 4월 10일  | 천안시·천원군·아산군 일원(제3선거구) |          |
| 제12대       | 정선호(鄭善昊) | 민주정의당   | 1985년 4월 11일 - 1988년 5월 29일  | 천안시·천원군·아산군 일원(제3선거구) |          |
| 제12대       | 정재원(鄭在原) | 민주한국당   | 1985년 4월 11일 - 1988년 5월 29일  | 천안시·천원군·아산군 일원(제3선거구) |          |
| 제13대       | 정일영(鄭壹永) | 신민주공화당 | 1988년 5월 30일 - 1992년 5월 29일  | 천안시 일원 |          |
| 제13대       | 김종식(金鍾植) | 신민주공화당 | 1988년 5월 30일 - 1992년 5월 29일  | 천원군 일원 |          |
| 제14대       | 성무용(成武鏞) | 무소속       | 1992년 5월 30일 - 1996년 5월 29일  | 천안시 일원 |          |
| 제14대       | 함석재(咸錫宰) | 민주자유당   | 1992년 5월 30일 - 1996년 5월 29일  | 천안군 일원 |          |
| 제15대       | 정일영(鄭壹永) | 자유민주연합 | 1996년 5월 30일 - 2000년 5월 29일  | 천안시 갑: 풍세면 광덕면 목천면 북면 성남면 수신면 병천면 동면 대용동 문성동 남산동 원성1동 원성2동 신용동 청룡동 신안동 봉명동                          |          |
| 제15대       | 함석재(咸錫宰) | 자유민주연합 | 1996년 5월 30일 - 2000년 5월 29일  | 천안시 을: 성환읍 성거읍 직산면 입장면 성정1동 성정2동 쌍용동 부성동                                                                                     |          |
| 제16대       | 전용학(田溶鶴) | 새천년민주당 | 2000년 5월 30일 - 2004년 5월 29일  | 천안시 갑: 풍세면 광덕면 목천면 북면 성남면 수신면 병천면 동면 중앙동 문성동 원성1동 원성2동 봉명동 신용동 청룡동 신안동                                 |          |
| 제16대       | 함석재(咸錫宰) | 자유민주연합 | 2000년 5월 30일 - 2004년 5월 29일  | 천안시 을: 성환읍 성거읍 직산면 입장면 성정1동 성정2동 쌍용1동 쌍용2동 부성동                                                                            |          |
| 제17대       | 양승조(梁承晁) | 열린우리당   | 2004년 5월 30일 - 2008년 5월 29일  | 천안시 갑: 목천읍 풍세면 광덕면 북면 성남면 수신면 병천면 동면 중앙동 문성동 원성1동 원성2동 봉명동 신용동 청룡동 신안동                                 |          |
| 제17대       | 박상돈(朴商敦) | 열린우리당   | 2004년 5월 30일 - 2008년 5월 29일  | 천안시 을: 성환읍 성거읍 직산읍 입장면 성정1동 성정2동 쌍용1동 쌍용2동 쌍용3동 부성동                                                                    |          |
| 제18대       | 양승조(梁承晁) | 통합민주당   | 2008년 5월 30일 - 2012년 5월 29일  | 천안시 갑: 목천읍 풍세면 광덕면 북면 성남면 수신면 병천면 동면 중앙동 문성동 원성1동 원성2동 봉명동 일봉동 신방동 청룡동 신안동                          |          |
| 제18대       | 박상돈(朴商敦) | 자유선진당   | 2008년 5월 30일 - 2010년 5월 4일   | 천안시 을: 성환읍 성거읍 직산읍 입장면 성정1동 성정2동 쌍용1동 쌍용2동 쌍용3동 백석동 부성동                                                             |          |
| 제18대       | 김호연(金昊淵) | 한나라당     | 2010년 7월 29일 - 2012년 5월 29일  | 천안시 을: 성환읍 성거읍 직산읍 입장면 성정1동 성정2동 쌍용1동 쌍용2동 쌍용3동 백석동 부성동                                                             |          |
| 제19대       | 양승조(梁承晁) | 민주통합당   | 2012년 5월 30일 ~ 2016년 5월 29일  | 천안시 갑: 목천읍 풍세면 광덕면 북면 성남면 수신면 병천면 동면 중앙동 문성동 원성1동 원성2동 봉명동 일봉동 신방동 청룡동 신안동 쌍용2동                  |          |
| 제19대       | 박완주(朴完柱) | 민주통합당   | 2012년 5월 30일 ~ 2016년 5월 29일  | 천안시 을: 성환읍 성거읍 직산읍 입장면 성정1동 성정2동 쌍용1동 쌍용3동 백석동 부성동                                                                     |          |
| 제20대       | 박찬우(朴贊佑) | 새누리당     | 당선 무효                          | 천안시갑: 목천읍 풍세면 광덕면 북면 성남면 수신면 병천면 동면 중앙동 문성동 원성1동 원성2동 봉명동 일봉동 신방동 청룡동 신안동 쌍용2동, 성정1동, 성정2동 |          |
| 제20대       | 이규희(李揆熙) | 더불어민주당 | 2018년 6월 14일 ~ 2020년 5월 29일  | 천안시갑: 목천읍 풍세면 광덕면 북면 성남면 수신면 병천면 동면 중앙동 문성동 원성1동 원성2동 봉명동 일봉동 신방동 청룡동 신안동 쌍용2동, 성정1동, 성정2동 |          |
| 제20대       | 박완주(朴完柱) | 더불어민주당 | 2016년 5월 30일 ~ 2020년 5월 29일  | 천안시 을: 성환읍 성거읍 직산읍 입장면 백석동 불당동 부성1동 부성2동                                                                                     |          |
| 제20대       | 양승조(梁承晁) | 더불어민주당 | 2016년 5월 30일 ~ 2018년 5월 14일  | 천안시 병: 풍세면 광덕면 신방동 쌍용1동 쌍용2동 쌍용3동 불당1동 불당2동                                                                                  |          |
| 제20대       | 윤일규(尹一逵) | 더불어민주당 | 2018년 6월 14일 ~ 2020년 5월 29일  | 천안시 병: 풍세면 광덕면 신방동 쌍용1동 쌍용2동 쌍용3동 불당1동 불당2동                                                                                  |          |
| 제21대       | 문진석(文振碩) | 더불어민주당 | 2020년 5월 30일 ~ 2024년 5월 29일  | 천안시 갑: 목천읍 북면 성남면 수신면 병천면 동면 중앙동 문성동 원성1동 원성2동 봉명동 일봉동 청룡동 신안동 성정1동 성정2동                               |          |
| 제21대       | 박완주(朴完柱) | 더불어민주당 | 2020년 5월 30일 ~ 2024년 5월 29일  | 천안시 을: 백석동 불당동 부성1동 부성2동 성환읍 성거읍 직산읍 입장면                                                                                     |          |
| 제21대       | 이정문(李楨文) | 더불어민주당 | 2020년 5월 30일 ~ 2024년 5월 29일  | 천안시 병: 풍세면 광덕면 신방동 쌍용1동 쌍용2동 쌍용3동 불당1동 불당2동                                                                                  |          |
| 제22대       | 문진석(文振碩) | 더불어민주당 | 2024년 5월 30일 ~ 현재             | 천안시 갑: 목천읍 북면 성남면 수신면 병천면 동면 중앙동 문성동 원성1동 원성2동 봉명동 일봉동 청룡동 신안동 성정1동 성정2동                               |          |
| 제22대       | 이재관(李在官) | 더불어민주당 | 2024년 5월 30일 ~ 현재             | 천안시 을: 백석동 불당동 부성1동 부성2동 성환읍 성거읍 직산읍 입장면                                                                                     |          |
| 제22대       | 이정문(李楨文) | 더불어민주당 | 2024년 5월 30일 ~ 현재             | 천안시 병: 풍세면 광덕면 신방동 쌍용1동 쌍용2동 쌍용3동 불당1동 불당2동                                                                                  |          |

## 같이 보기
- 아산시의 국회의원
- 평택시의 국회의원
- 천안시 동남구의 국회의원
- 천안시 서북구의 국회의원
- 천안시 (선거구)
- 천원군 (선거구)
- 천안군 (1992년 선거구)
- 천안시 갑
- 천안시 을
- 천안시 병